# Serra da Leba
A Serra da Leba, também chamada de Planalto da Humpata, é uma formação montanhosa entre as fronteiras das província do Namibe e Huíla, em Angola. A Leba é considerada uma extensão da Serra da Chela, localizada bem ao centro desta.
Seu principal ponto referencial está nas proximidades da cidade de Humpata, onde sua altitude e beleza contrastam com a rodovia EN-280 que a serpenteia.